# 江西省工商业联合会
江西省工商业联合会，简称江西省工商联，同时称江西省总商会，是中国共产党领导的、江西省工商界组成的统战性、经济性、民间性的人民团体和商会组织。